# 托列比區
43°41′07″N 73°44′56″E / 43.6853°N 73.749°E

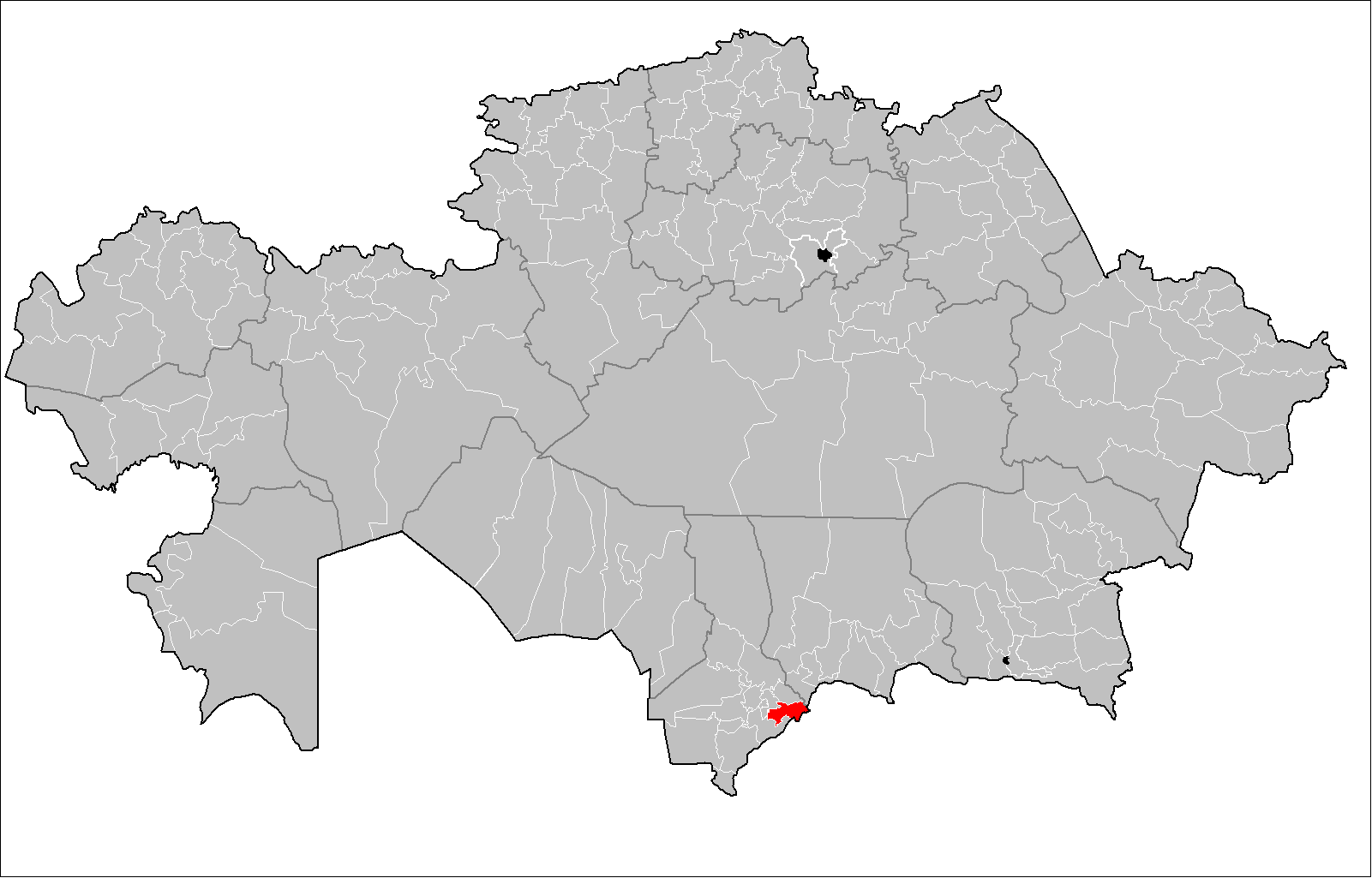

托列比區是哈薩克斯坦的行政區，位於該國南部，由突厥斯坦州負責管轄，首府設於連格爾，始建於1932年，面積3,100平方公里，2019年人口117,765。
此區名源於大玉茲烏孫部的托列比。